# Samaniego (Álava)
Samaniego é um município da Espanha na província de Álava, comunidade autónoma do País Basco, de área 10,64 km² com população de 313 habitantes (2007) e densidade populacional de 30,64 hab/km².

## Demografia
| Variação demográfica do município entre 1991 e 2004 | Variação demográfica do município entre 1991 e 2004 | Variação demográfica do município entre 1991 e 2004 | Variação demográfica do município entre 1991 e 2004 |
| --------------------------------------------------- | --------------------------------------------------- | --------------------------------------------------- | --------------------------------------------------- |
| 1991                                                | 1996                                                | 2001                                                | 2004                                                |
| 271                                                 | 305                                                 | 308                                                 | 319                                                 |